# NACK WITH YOU
NACK WITH YOU（ナック・ウィズ・ユー）は、NACK5で放送されていたラジオ番組。

## 概要
『OH!ハッピー・デー』の終了を受け、1997年3月31日 (月曜日) から放送開始。若い主婦を中心に人気があり、NACK5を代表する番組のひとつであった。同時間帯に放送されていたJ-WAVE『BOOM TOWN』とは、聴取率1位を激しく争っていた。
大阪ではすでに人気パーソナリティだった玉川美沙を関東で最初に起用したのがNACK5であった。1996年12月 - 1997年3月に半年間担当した『SATURDAY ON THE WAY』からの続投で、当番組の存在は、玉川の人気をより盤石なものとした。
しかし、番組スポンサーであるNTT DoCoMoからカメラ付き携帯電話「SH251i」がリリースされた際「こんなものは盗撮などの犯罪を生むだけ。ないほうがいい」という旨の発言をしたことが物議を醸した。この影響もあってか、2002年6月で玉川は降板。2代目パーソナリティのあいざわ元気に交代した。
2005年4月からは、番組開始以来使われていたオープニング曲を変え、小規模なリニューアルをした。
2009年3月26日の放送を最後に、12年にわたる番組は終了した。2009年3月12日にあいざわは「最後まで自然体で、この番組を終わりにしたい」と語った。

## 歴代パーソナリティー
- 初代：玉川美沙（1997年3月31日 - 2002年6月）
- 2代目：あいざわ元気（2002年7月 - 2009年3月）

## 特色
- 初代パーソナリティの玉川は、ラジオの向こう側にいるリスナーと会話をするように番組を進行していった。一方、2代目パーソナリティのあいざわは、自身の自分語りを軸にして番組を進行していくスタイルである。
- 同局で放送されている小林克也の『FUNKY FRIDAY』では、リスナーが番組ステッカーを希望するときに、メッセージの中に「例のものを」というフレーズを書き込むことが恒例である。このフレーズが、平日の同時間帯に放送されているこの番組でも頻繁に使われはじめ、あいざわがそのことを不満に感じる発言をした。すると、リスナーから冗談で『アレをナニして下さい』という投稿があり、それをあいざわが気に入って、以後番組ステッカーがほしいときはメッセージに「アレをナニして」と記入することになった。
  - 「あれをナニして」はその後、「あれを何してくんさい」と進化し、それにあいざわが「くんさりましょう!」と答えることが慣習化している。
  - ちなみに、ステッカーを貼る車同士がすれ違う際、ドライバー同士がするポーズを『FUNKY FRIDAY』に対抗して考案したが、定着はしていない。

## タイムテーブル
- 9:00 … オープニング・NACK5 NEWS
- 9:32 … スマイリーモーニング
- 10:00 … NACK5 MORNING LINE・NACK5 TRAFFIC
  - ニュース、天気および交通情報。
- 10:10 … MUSIC BRUNCH MIX
  - テーマに沿ったリクエストをリスナーからエピソードとともに募集。
- 10:32 … あいざわ元気のクイズにチャレンジ
  - 曜日ごとに異なるクイズを出題。正解者から抽選でチャンピオンクオカードがもらえる。
- 11:10 … BON MARIAGE
- 11:20 … NEW TOPICS（木曜のみ）
- 11:28 … 防災ひとくちメモ
- 12:05 … Dr.コパの風水学（月曜のみ）
- 12:20 … ゲストコーナー
- 12:50 … エンディング
- 12:50 … 週末の運勢 WEEK END太郎（木曜のみ）

| FM NACK5 月曜-木曜9:00-12:55枠 | FM NACK5 月曜-木曜9:00-12:55枠 | FM NACK5 月曜-木曜9:00-12:55枠 |
| 前番組                         | 番組名                         | 次番組                         |
| ------------------------------ | ------------------------------ | ------------------------------ |
| OH!ハッピー・デー              | NACK WITH YOU                  | Fresh Up 9                     |